# Monde de la vie

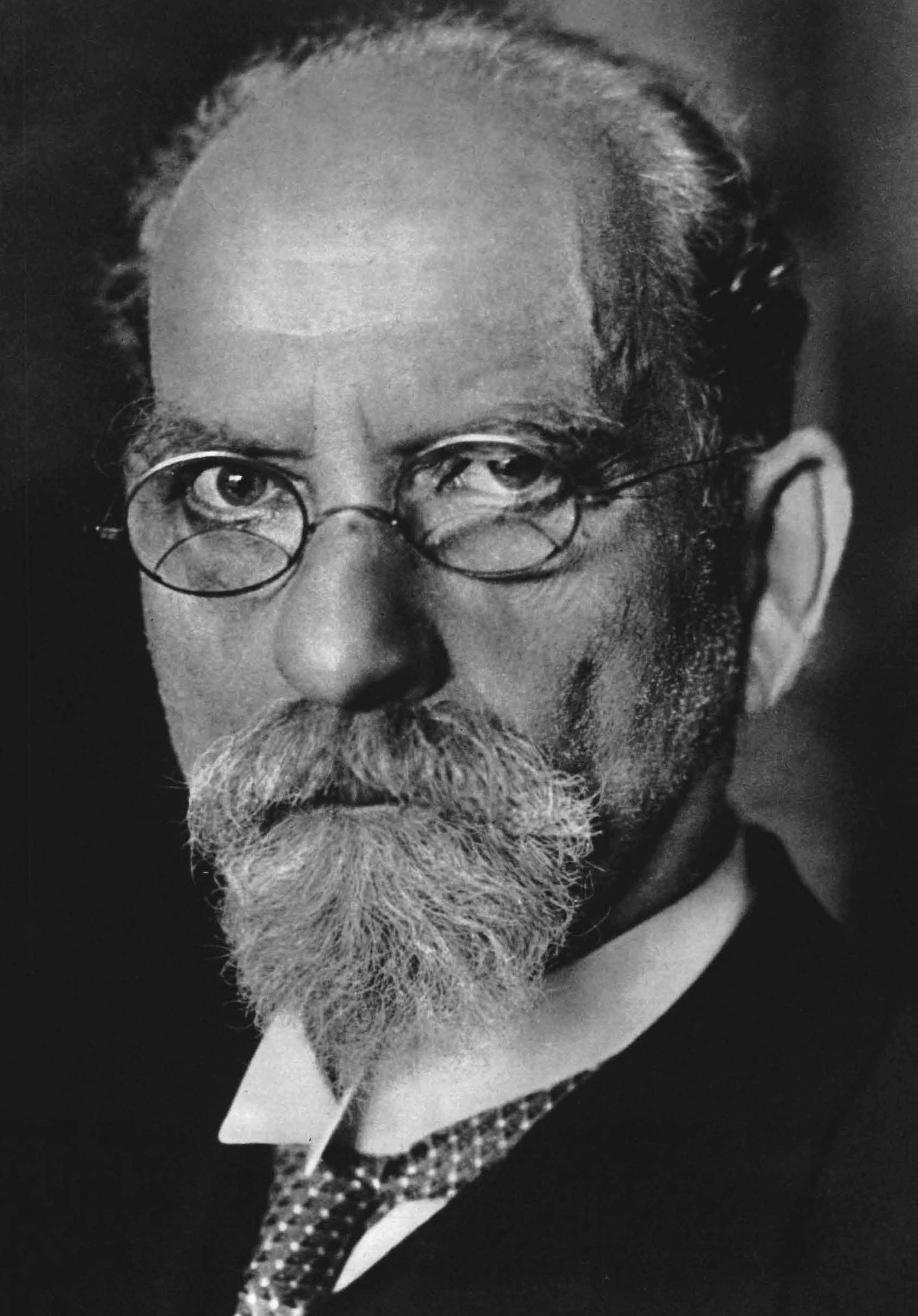
Portrait d'Edmund Husserl

« Le « Monde de la vie » désigne, en première approche, le monde tel que la vie naturelle en fait l'expérience dans une naïveté constitutive » écrit Julien Farges . Husserl a commencé, très tôt à développer la notion de « monde de la vie » , dès ses Recherches logiques, mais c'est surtout dans son ouvrage tardif la Krisis qu'elle devient le titre d'une problématique universelle, écrit Emmanuel Housset.

## Origine du concept
Le  « monde de la vie », traduction de l'allemand Lebenswelt, est une expression héritée du philosophe Wilhelm Dilthey que Husserl s'appropriera, plus comme une « rubrique » problématique que comme un concept parfaitement constitué. Cette notion désigne en gros, « le monde tel qu'il se donne par opposition au monde exact construit par les sciences modernes de la nature », les phénoménologues parlent aussi de monde pré-scientifique .  On peut inclure dans ce concept toutes les prestations, concrètes comme abstraites, qu'un ego peut effectuer dans le cours naturel de sa vie (perception d'objet, de chose, de personne, pensée en général, jugement scientifique, hypothèse métaphysique, croyance de toutes sortes, etc.). 
À sa reprise par Husserl, cette notion a déjà un siècle d'existence. Dans une note Julien Farges rapporte cette analyse : « l’histoire de ce mot fait  apparaître une évolution qui part du monde de la vie « Welt des Lebens », qui passe par le monde du vivant  « Welt des Lebendigen », pour nous conduire jusqu’au monde vécu « erlebte Welt », tout cela s’exprime en une seule et unique formule, celle de la « Lebenswelt » ». En résumé la Lebenswelt signifierait selon  cet auteur, le passage d’une vie située « dans un monde » à une vie « vivant le monde » lui-même, et qui façonne celui-ci tout autant qu’elle est façonnée par lui. Cette évolution et cette sédimentation de sens fait, dans une autre contribution de Julien Farges, de la notion de Lebenswelt « un foyer de tensions entre une mondanéisation de la vie et une subjectivation du monde, qui signifie qu’il n’y va pas en elle de l’une ou l’autre de ces deux tendances, mais bien de l’articulation, de la corrélation même entre un « vivre » et un « monde » ». À toutes les étapes de la pensée évolutive de Husserl, les thématiques du « monde de la vie » comme celle de la « réduction » sont, explicitement ou implicitement, présentes, note dans son mémoire Mario Charland.
Dans la Krisis un nombre important de paragraphes comporte cette expression de « monde de la vie » étudié sous divers angles, par exemple, vis-à-vis des sciences, dans l'œuvre de Kant, face à l'attitude naïve, de la nécessité d'une ontologie du « monde de la vie ».

## Monde de la vie et attitude naturelle
Le concept de « monde de la vie » obéit aux conditions formelles pour qu'il puisse y avoir un monde, que donne le Dictionnaire des concepts, à savoir il est une « totalité supposant un certain ordre autour d'un principe commun d'intelligibilié ». 
Le « monde de la vie » correspond, en première analyse, au point de vue selon lequel l'homme perçoit ce qui l'entoure, tel qu'il le vit naturellement, formant des représentations, jugeant, sentant, voulant et en en comprenant les lois. « J'ai conscience d'un monde qui s'étend sans fin dans l'espace, qui a et a eu un développement sans fin dans le temps ». Faisant face à la conscience l'attitude naturelle me fait découvrir un monde de choses existantes, elle m'attribue aussi un corps situé dans ce monde. Chacun d'entre nous, vivons dans un seul et même monde, au contenu variable, illimité dans le temps et dans l'espace . Monde pratiquement ignoré, parce que « allant de soi »
L'homme dans l'« attitude naturelle » pose des gestes, élabore des réflexions, établit des croyances sans prendre le recul nécessaire pour évaluer la rationalité, la légitimité et les fondements de tels actes posés dans son monde quotidien. Autrement dit, nous sommes tous pris dans le monde des habitudes, des croyances et des comportements vécus de façon répétitive, ce qui constitue une couche sous-jacente sédimentée comme prérequis à nos idées, à nos pensées et à nos concepts élaborés abstraitement par la suite. C'est ce sol de présuppositions, devenu naturel à force d'être considéré comme « allant de soi » , comme étant « évident en soi », que Husserl découvre par l'« époché » et qu'il nomme le  « monde de la vie » écrit Jean Vioulac  dans son article des Études philosophiques . L' époché, en transformant, par contre-coup, ce monde là, en simple « phénomène », nous fait prendre conscience de deux traits qui le caractérise, il est « originaire » et il est unitaire. « de quelque façon qu'il change et quelque correction qu'il reçoive, il conserve sa « typique », de lois d'essence à laquelle toute vie , et donc toute science, dont ce monde est le sol, demeurent liées ». 
Ce monde, dans lequel je suis moi-même incorporé, n'est pas un simple monde des choses, mais il est tout à la fois, en arrière-plan, un monde de valeurs, de biens et un monde pratique. Il contient aussi des environnements idéaux, corrélats des actes de connaissance comme les nombres qui se rencontrent dans les actes de numération.Paul Ricœur, note à ce propos que l'illusion la plus constante qui caractérise la « thèse du monde » est  la croyance naïve à l'existence « en soi » de ce monde et que toute perception empirique d'objet aurait a priori un caractère d'évidence que n'aurait pas la simple réflexion. 
Le monde de l'« attitude naturelle » n'a rien à voir non plus avec une « vision du monde », ni avec le monde de la quotidienneté. Si pour Eugen Fink « l'attitude naturelle est l'attitude essentielle, appartenant à la nature de l'homme, l'attitude constitutive de l'être-homme même, de l'être-homme orienté dans le tout du monde [...] », ce qui est visé par le phénoménologue, c'est ce qui commande toutes les possibilités, toutes les attitudes. Le monde que connaît l'« attitude naturelle » n'est donc pas à confondre avec la notion de « monde de la vie ».

## Monde de la vie et réduction
Jean Vioulac, note que ce n'est que par la réduction ou époché que le « monde de la vie » apparaît dans toute sa réalité phénoménale. Mario Charland écrit dans son mémoire « La réduction consiste à prendre une distance avec les évidences que l'on adopte dans le monde de l'expérience ordinaire mais, en même temps, elle n'est possible que parce que l'on vit dans ces évidences sans se questionner outre mesure sur leur fondement. Bref, il faut d'abord être aux prises avec le vécu ordinaire du monde de la vie pour que la réduction ait un sens «philosophique », pour qu'elle soit applicable concrètement et qu'elle nous révèle cette vérité dernière qu'est notre imbrication foncière dans ce monde de la vie ».
D'autre part, il y a avec la Krisis  un renversement complet de perspective. Maintenant ce n'est plus l'ego mais « le monde qui est l'objet d'une pure évidence, monde donné anté-prédicativement et qui demeure présent pendant tout le processus de réduction ».  « Le monde de la vie deviendra une première rubrique intentionnelle, l'index, c'est-à-dire, le fil conducteur pour les questions en retour qui porteront sur la diversité des modes d'apparition et leurs structures intentionnelles », écrit Dan Zahavi. Pour un tel changement de sol, de l'ego vers le monde pré-donné de la vie, il faut que celui-ci présente un caractère plus systématique de manière que tout ce qui appartenait au monde anté-prédicatif atteigne la scientificité même de ce concept note Mario Charland, dans son mémoire.
Paul Ricœur remarque en note :  « Le sens « radical » de l'attitude naturelle ne saurait apparaître en dehors de la réduction qui le révèle au moment où elle le suspend ». Ce passage nécessaire par le réduction est confirmée par Nathalie Depraz qui parle dans son étude de la conférence de Husserl intitulée la crise de l’humanité européenne et la philosophie de « réduction au monde de la vie ».

## Monde de la vie et vérité
La philosophie de la Lebenswelt rend nécessaire une nouvelle approche du concept de vérité. Jean-François Lyotard, en résume les conditions. La vérité ne peut plus être, en phénoménologie, l'adéquation de la pensée avec son objet, ni se définir comme un ensemble de conditions a priori . La vérité ne peut être définie que comme expérience vécue : c'est-à-dire par ce que l'on entend par l'« évidence apodictique ».
L'époché  remplace la certitude absolue mais naïve dans l'existence du monde par une démarche qui consiste à porter l'évidence pas à pas jusqu'à son « remplissement » c'est-à-dire, l'idée de fondation absolue Jean-François Lyotard,.

## Monde de la vie comme sol et comme horizon
S'il est véritablement un monde, ce phénomène que me découvre la réduction en tant que sol primordial, ne peut pas être uniquement le mien.

### Monde de la vie comme monde commun
Husserl assimile dans ses Méditations cartésiennes le sens d'être du monde objectif à la question de l'intersubjectivité. « L'accès au monde commun suppose que je puisse transgresser ma sphère absolue pour poser la transcendance d'autrui », écrit Emmanuel Housset. Il s'agit, selon la formulation de Renaud Barbaras, « avec autrui, de concilier la constitution du monde dans la subjectivité transcendantale avec la transcendance de ce monde vis-à-vis de ma conscience, c'est-à-dire avec le fait qu'il s'offre à d'autres consciences ». La résolution de cette contradiction pose des difficultés redoutables. Dans l'esprit de Husserl l'expérience de purs autres, est la condition pour que le monde m'apparaisse comme monde  objectif, « il s'agit d'expliciter la constitution de l' alter ego à partir de l'ego, sans sacrifier l'altérité d'autrui » . Ce monde commun qui peut se constituer à partir de mon monde n'est plus seulement l'idée de la totalité de l'expérience possible mais une structure de la « subjectivité transcendantale ».

### Primauté du monde
Husserl insiste sur l'oubli de l'empreinte de ce monde pré-scientifique dans la formation des sciences, surtout depuis le tournant galiléen, . Pour lui, il y a « nécessité à revenir au monde originalement perçu sans lequel la constitution du monde, dans ses multiples aspects particuliers, demeure aveugle » écrit Emmanuel Housset.
Husserl compte avec ce concept « penser l’idéalité scientifique, et avec lui parvenir au sol le plus originaire de toute institution de sens et de toute pratique scientifique en général ». À cet effet il prend appui sur les travaux du philosophe de la vie Rudolf Eucken qui élabore, au début du XXe siècle, une corrélation vivante et spirituelle entre expérience et monde. Cette corrélation entraîne une nouvelle élaboration du concept de la Lebenswelt qui justifie son entrée dans le champ de l’interrogation philosophique, note Julien Farges qui constate que la troisième section de la Krisis est consacrée à « la prise en vue thématique de la Lebenswelt comme sol pré-scientifique ainsi que sur ses modes de donation propres » souligne Julien Farges.